# マヌエル・アサーニャ
マヌエル・アサーニャ・ディアス（Manuel Azaña Díaz、1880年1月10日 - 1940年11月3日）は、スペインの弁護士、政治家。スペイン第二共和政首相（在職1931年 - 1933年、1936年）および最後の大統領（1936年5月10日 - 1939年4月）。

## 生涯
1880年1月10日、スペイン中部アルカラ・デ・エナーレスの裕福な家庭に生まれたものの、幼少の時に親を亡くした。1897年にサラゴサ大学で弁護士の資格を取得、1900年にマドリード中央大学で博士号を得た。その後、左翼共和派の代表的な政治家として台頭し、1931年にスペインでボルボン王政が崩壊すると、新たに成立した共和国政府の陸軍大臣を経て1936年に首相に就任した。
当時のスペインは革命後の政治的混乱から暴動が頻発していた上、著しく拡大していた貧富の差の是正、近代化改革の妨げとなっていたカトリック教会への対応など課題が山積していた。アサーニャが推進しようとした改革は、貧民層を満足させるにいたらなかった上、資本家、軍、カトリック教会などの保守層から反発を招き、成果を残せぬままスペイン内戦により政権崩壊へと至った。
1939年には内戦の敗北を受けてフランスのパリに亡命。翌年に同国のモントーバンで客死し、同地に埋葬されたが、ヴィシー政権は彼を国家元首の儀礼をもって葬儀を行うことを禁じた上に棺をスペイン共和国の三色旗で包む事も許さず、代わりに親共和派であったメキシコの国旗で包まれた。
彼が長年に亘って付けていた日記が2000年に出版されている（ISBN 84-8432-142-8）。

## 語録
“All the convents in Madrid are not worth the life of a single Republican.”「マドリードのすべての修道院は、1人の共和党員の命に値するものではない。」(1931年5月10日に発生した修道院放火事件で、放火を容認していた事を批判された時)

## 関連項目

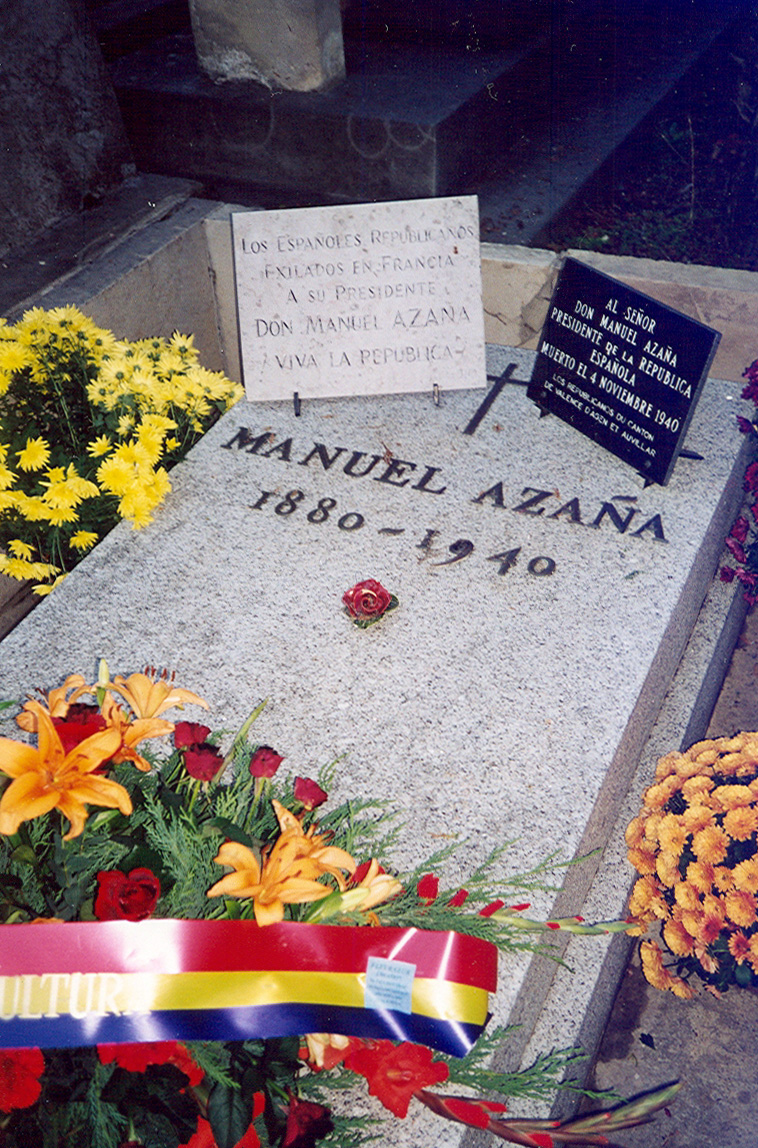
モントーバンに葬られたアサーニャの墓